# Gonyaulacaceae
Gonyaulacaceae es una familia de organismos unicelulares del orden de los Gonyaulacales de la superclase Dinoflagellata, clase Dinophyceae.